# 李棟 (嘉靖己丑進士)
李棟（1495年—？），字植卿，號南湖，山東兖州府東平州壽張縣民籍，陝西寧夏衛人，明朝政治人物。

## 生平
嘉靖元年（1522年）壬午科山東鄉試第九名舉人。嘉靖八年（1529年）中式己丑科會試第二百五十五名，登第三甲第一百二十名進士。嘉靖九年（1530年）任河南杞縣知縣。擢户部主事，起復改吏部主事，卒。

## 家族
曾祖李彥誠；祖父李政；父李暹，曾任知縣。母劉氏。具庆下。